# Печменское сельское поселение
Печменское сельское поселение — упразднённое муниципальное образование, входившее в состав Бардымского муниципального района Пермского края. Административный центр — село Печмень.
Образовано в ноябре 2004 года в результате реформы местного самоуправления. В ноябре 2019 года упразднено путём включения в состав Бардымского муниципального округа.

## Население
По данным переписи 2010 года численность населения составила 1641 человек, в том числе 821 мужчина и 820 женщин.
В 2005 году численность населения составляла 1944 человека.

## Населённые пункты
| Название        | Тип населённого пункта       | Население, 2010 год | Почтовый индекс | ОКАТО          |
| --------------- | ---------------------------- | ------------------- | --------------- | -------------- |
| Печмень         | село, административный центр | 440                 | 618 164         | 57 204 837 001 |
| Константиновка  | село                         | 496                 | 618 169         | 57 204 837 005 |
| Кармановка      | деревня                      | 290                 | 618 164         | 57 204 837 007 |
| Зязелга         | деревня                      | 144                 | 618 164         | 57 204 837 003 |
| Нижняя Искильда | деревня                      | 138                 | 618 164         | 57 204 837 004 |
| Асюл            | деревня                      | 110                 | 618 164         | 57 204 837 002 |
| Амировка        | деревня                      | 23                  | 618 169         | 57 204 837 006 |